# Diadegma mandschukuonum
Diadegma mandschukuonum är en stekelart som först beskrevs av Tohru Uchida 1942.  Diadegma mandschukuonum ingår i släktet Diadegma och familjen brokparasitsteklar. Inga underarter finns listade i Catalogue of Life.